# Agaricomycotina
Agaricomycotina ist eine Unterabteilung der Ständerpilze (Basidiomycota). Die darin enthaltenen Pilzarten bilden ein Pilzgeflecht, das unterirdisch wuchernde Myzel, und entwickeln zu bestimmten Zeiten ober- und unterirdische Fruchtkörper – Exemplare über dem Boden bestehen in der Regel aus Hut und Stiel. In der Fruchtschicht auf der Hutunterseite werden die Sporen produziert. Zu Agaricomycotina zählen die meisten Speisepilze, die zum Verzehr gesammelt werden.

## Merkmale
Agaricomycotina-Arten bilden ihre Sporen am Ende von Ständern (Basidien) und nicht wie bei niederen Pilzen in Sporangien oder bei Schlauchpilzen (Ascomycota) in schlauchförmigen Asci. Diese Ständer sitzen wiederum in der Fruchtschicht, dem Hymenium, das bei Hutpilzen die anatomisch unterschiedlich strukturierte Hutunterseite (Hymenophor) überzieht. In den Basidienausstülpungen (Sterigmata) entstehen als Endergebnis einer Meiose pro Ständern meist 4 Basidiosporen – letztere dienen der Fortpflanzung.
Der aus einer Spore auskeimende Pilzfaden, die Hyphe, ist zunächst haploid und monokaryotisch, das heißt die darin enthaltenen Zellen tragen nur einen einfachen Chromosomensatz und haben nur einen Zellkern. Diese monokaryotische Hyphe wächst aber bald mit einer zweiten monokaryotischen Hyphe zusammen, wobei das Myzel nach der Verschmelzung dikaryotisch wird (Plasmogamie). Nach der Fusion beider Hyphen kommt es aber noch nicht zu einer Fruchtbildung. Stattdessen wächst das dikaryotische Myzel auf einem Substrat oder im Boden weiter und durchsetzt es bzw. breitet sich unterirdisch weitflächig aus. Oft fruktifiziert der Pilz erst nach einigen Jahren und nur zu einer bestimmten Jahreszeit.
Eine Unterscheidung zwischen einigen Ständer- und Schlauchpilzen (Ascomycota) ist für Laien bisweilen schwierig.

## Systematik
Die Unterabteilung Agaricomycotina ist eine der drei Gruppen der Ständerpilze. Hibbett und Autoren (2007) gliedern sie wie folgt:
- Klasse Tremellomycetes
  - Ordnung Cystofilobasidiales
  - Ordnung Filobasidiales
  - Ordnung Zitterlingsartige – Tremellales
- Klasse Dacrymycetes
  - Ordnung Gallerttränenartige – Dacrymycetales
- Klasse Agaricomycetes
  - Unterklasse Agaricomycetidae
    - Ordnung Champignonartige – Agaricales
    - Ordnung Gewebehautartige – Atheliales
    - Ordnung Dickröhrlingsartige – Boletales

  - Unterklasse Phallomycetidae
    - Ordnung Erdsternartige – Geastrales
    - Ordnung Schweinsohrartige – Gomphales
    - Ordnung Schwanztrüffelartige – Hysterangiales
    - Ordnung Stinkmorchelartige – Phallales

  - keiner Unterklasse zugeordnet – incertae sedis
    - Ordnung Ohrlappenpilzartige – Auriculariales
    - Ordnung Pfifferlingsartige – Cantharellales
    - Ordnung Prachtrindenpilzartige – Corticiales
    - Ordnung Blättlingsartige – Gloeophyllales
    - Ordnung Borstenscheiblingsartige – Hymenochaetales
    - Ordnung Stielporlingsartige – Polyporales
    - Ordnung Täublingsartige – Russulales
    - Ordnung Wachskrustenartige – Sebacinales
    - Ordnung Warzenpilzartige – Thelephorales
    - Ordnung Stachelsporrindenpilzartige – Trechisporales
- Klasse Wallemiomycetes
  - keine Unterklasse
    - Ordnung Wallemiales
- Klasse Entorrhizomycetes
  - keine Unterklasse
    - Ordnung Entorrhizales